# Tommaso Ruffo
Tommaso Ruffo (ur. 15 września 1663 w Neapolu – zm. 16 lutego 1753 w Rzymie) – włoski kardynał, z rodziny książąt Bagnara.

## Życiorys
Studiował na uniwersytecie La Sapienza w Rzymie, uzyskując tytuł "doctor utriusque iuris" obejmujący dwie podstawowe gałęzie prawa – kanoniczne i cywilne. Internuncjusz w Brukseli za pontyfikatu Innocentego XI, później wicelegat w Rawennie i referendariusz Sygnatury Apostolskiej. 21 maja 1694 mianowany inkwizytorem na Malcie. Doprowadził do pojednania joannitów z Republiką Genui.
W 1698 został tytularnym arcybiskupem Nicei i nuncjuszem w księstwie Toskanii. W 1700 został prefektem Domu Papieskiego, a dwa lata później odmówił promocji do arcybiskupstwa Neapolu. W 1706 Klemens XI mianował go kardynałem prezbiterem, udzielając mu dyspensy z racji tego, że jeden z jego kuzynów (Giacomo Boncompagni) był już kardynałem. Legat w Romanii (1709-10), Ferrarze (1710-21), Bolonii (1721-27) i ponownie w Ferrarze (1727-30). Arcybiskup Ferrary 1717-38. Kardynał biskup Palestriny 1726-38. Kardynał biskup Porto e Santa Rufina i subdziekan Kolegium Kardynalskiego 1738-40. Uczestniczył w konklawe 1721, 1724, 1730 (na którym był kandydatem do tiary) i 1740. W 1740 nowy papież Benedykt XIV mianował go wicekanclerzem Świętego Kościoła Rzymskiego, sekretarzem Rzymskiej Inkwizycji oraz kardynałem biskupem Ostia e Velletri i dziekanem św. Kolegium. Wszystkie te funkcje pełnił aż do śmierci. Zmarł 16 lutego 1753 w pałacu kancelarii apostolskiej, mając prawie 90 lat.